# Henryk Ligięza

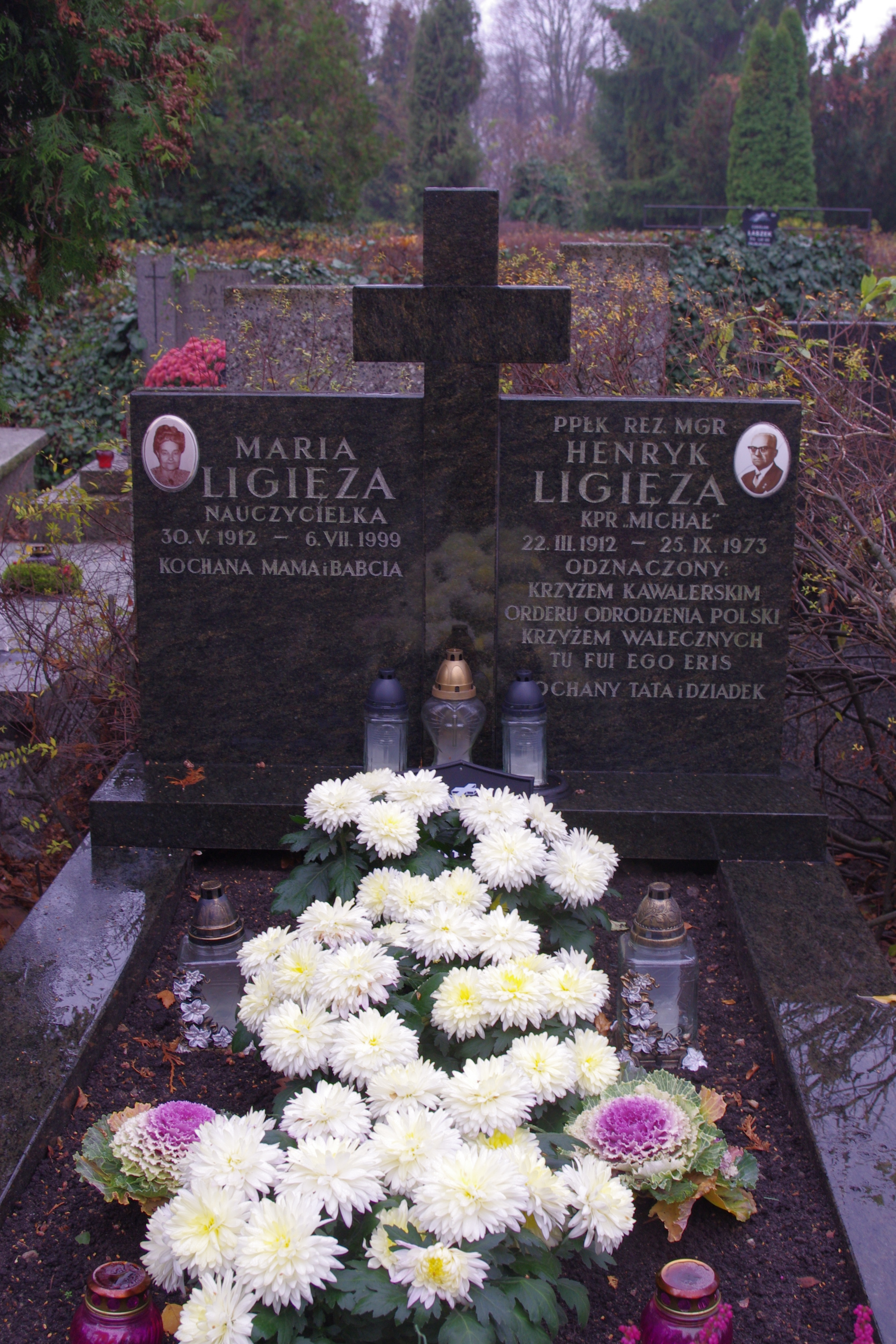
Grób prokuratora Henryka Ligięzy na Cmentarzu Wojskowym na Powązkach w Warszawie

Henryk Ligięza (ur. 22 marca 1912 w Krakowie, zm. 25 września 1973 w Warszawie) – polski prawnik, prokurator wojskowy, podpułkownik. Członek Armii Krajowej, ps. Michał. Członek PPR, następnie PZPR.

## Życiorys
Był synem Walerego Stefana i Michaliny Stefan z d. Jurkiewicz. Absolwent Wydziału Prawa Uniwersytetu Warszawskiego (1936).
Sekretarz administracyjny i referendarz kontraktowy w Ministerstwie Skarbu w latach 1935–1938. Następnie referent egzekucyjny 22. Urzędu Skarbowego w Warszawie do 1940. Od 1940 do marca 1942 kierownik działu egzekucyjnego 9. Urzędu Skarbowego w Warszawie (poborca podatkowy w getcie warszawskim). Referent i zastępca naczelnika wydziału szkolenia Państwowego Zakładu Ubezpieczeń Wzajemnych w Warszawie.
Uczestniczył w powstaniu warszawskim, w Obwodzie Żywiciel, od 3 sierpnia do 30 września 1944. Więziony w stalagu XIA Altengrabow do 3 kwietnia 1945. Komendant obozu w Gocie do 24 lipca 1945.
Po powrocie do Polski pracował jako referent Państwowego Zakładu Ubezpieczeń Wzajemnych w Krakowie (wrzesień-październik 1945), I sekretarz Komitetu Dzielnicowego Polskiej Partii Robotniczej w Krakowie (od 22 października 1945 do 14 lutego 1946) i II sekretarz Komitetu Miejskiego PPR w Krakowie (od 15 lutego do 30 sierpnia 1946).
Powołany do ludowego Wojska Polskiego 4 grudnia 1946. Pełnił kolejno funkcje:
- podprokurator Wojskowej Prokuratury Rejonowej w Krakowie (13 grudnia 1946 – 18 czerwca 1947)
- zastępca prokuratora Wojskowej Prokuratury Rejonowej w Białymstoku (18 czerwca 1947 – 8 lipca 1947)
- wiceprokurator Wojskowej Prokuratury Rejonowej w Białymstoku (8 lipca 1947 – 28 listopada 1947)
- prokurator Wojskowej Prokuratury Rejonowej w Białymstoku (28 listopada 1947 – 15 października 1948)
- prokurator Wojskowej Prokuratury Rejonowej w Katowicach (15 października 1948 – 15 sierpnia 1950).

Od 1950 w Naczelnej Prokuraturze Wojskowej jako:
- kierownik sekcji śledczej Wydziału IV (16 lipca 1950 – 31 października 1950)
- kierownik sekcji śledczej Wydziału VII (1 listopada 1950 – 25 czerwca 1953) - od 1952 podpułkownik
- p.o. prokuratora Wydziału VII (25 czerwca 1953 – 14 kwietnia 1954)
- wiceprokurator Wydziału VIII (14 kwietnia 1954 – 29 kwietnia 1955).

W 1952 był oskarżycielem w procesie sprawców zabójstwa Stefana Martyki przed WSR w Warszawie. Był także oskarżycielem w procesie przeciwko księdzu Władysławowi Gurgaczowi, który po procesie pokazowym został skazany na karę śmierci. Wyrok wykonano 14 września 1949 roku. Został zwolniony dyscyplinarnie z wojska 29 kwietnia 1955. Wydalony również z partii. Komisja Mazura w swoim sprawozdaniu z 1957 obciążyła Henryka Ligięzę odpowiedzialnością za wiele czynów związanych z nadużyciem władzy.
Po zwolnieniu pracował w latach 1955–1959 w Biurze Zbytu Łożysk Tocznych w Warszawie na stanowisku zastępcy kierownika działu. Następnie radca prawny Zakładów Naprawczych Taboru Kolejowego w Warszawie (1959) oraz arbiter i kierownik zespołu w Głównej Komisji Arbitrażowej (od 1959).
Zmarł 25 września 1973 w Warszawie. Został pochowany na Cmentarzu Wojskowym na Powązkach w Warszawie (kwatera CII28-6-3).